# Partus sequitur ventrem
 (septembre 2014).
Si vous disposez d'ouvrages ou d'articles de référence ou si vous connaissez des sites web de qualité traitant du thème abordé ici, merci de compléter l'article en donnant les références utiles à sa vérifiabilité et en les liant à la section « Notes et références ».
Partus sequitur ventrem, souvent abrégé en partus, dans les colonies nord-américaines britanniques et plus tard aux États-Unis, est une doctrine juridique que les colons anglais incorporèrent à la législation relative aux définitions de l'esclavage. Elle dérive du droit civil romain qui jugeait que le statut d'esclave d'un enfant suivait celui de sa mère. Cette doctrine a été largement adoptée dans les lois sur l'esclavage. L'expression latine signifie littéralement « ce qui est accouché dépend de l’utérus ».

## Histoire
Le juriste Taunya Lovell-Banks estime que dans les colonies les premiers cas portant sur les enfants métis d'Africains ethniques et d’Anglais avaient plus à voir avec l’idée de « sujet » qu’avec celles, plus modernes, de race ou de citoyenneté. Les colons anglais étaient considérés comme sujets de la Couronne, mais à cette époque les Africains et les autres, en Angleterre et dans les colonies, étaient considérés comme des étrangers et ne pouvaient bénéficier des droits des sujets. Le fait qu'ils n'étaient pas des chrétiens faisait également que les Africains étaient classés parmi les étrangers. Les colonies n'avaient aucun  processus pour les naturaliser en tant que sujets, et la citoyenneté n’avait pas été entièrement définie. Les tribunaux avaient de la peine à définir le statut des enfants nés de couples où l'un était un sujet anglais et l'autre un étranger.
Les besoins de main d’œuvre conduisirent à importer davantage d’esclaves africains tandis que le nombre d’employés sous contrat a diminué à la fin du XVIIe siècle, en raison des circonstances tant en Angleterre que dans les colonies. La doctrine juridique du partus fit partie de la loi coloniale adoptée en 1662 par le parlement de Virginie, et par d'autres colonies peu après. Selon elle, « tous les enfants nés dans ce pays ne peuvent être considérés comme esclaves ou comme libres que selon le statut de leur mère ... »
Avant l'adoption de cette doctrine dans les colonies anglaises en 1662, à partir de la Virginie, le droit coutumier anglais estimait que chez les sujets anglais un enfant héritait du statut de son père ; on se fondait sur la conception qu'un couple marié constituait une unité dirigée par le père. La communauté pouvait exiger que le père reconnût ses enfants illégitimes assurât leur existence, et prît des dispositions pour leur éducation afin que ces enfants fussent assurés par leur éducation qu’ils pourraient subvenir à leurs besoins. Les tribunaux voulaient que les pères prissent leur responsabilité en sorte que la communauté n’eût pas eu à secourir les enfants.
En 1658, Elizabeth Key (en) fut la première femme d'origine africaine à requérir sa liberté dans la colonie de Virginie, réclamant d’être reconnue comme une femme de couleur libre et non comme une négresse (une Africaine) et une esclave. Son père naturel était un Anglais (et appartenait à la bourgeoisie). Il l'avait reconnue, l’avait fait baptiser dans l'Église d'Angleterre, et avait pris ses dispositions pour sa tutelle en vertu d'un acte rédigé avant sa mort. Son tuteur revint en Angleterre et vendit cet acte à quelqu’un d’autre, qui garda Key au-delà du terme prévu. Quand il mourut, l’État considéra Key et son enfant (lui aussi fils d'un sujet anglais) comme des esclaves noirs. Aidée par un jeune avocat anglais qui travaillait sur la plantation comme employé sous contrat, elle réclama en justice sa liberté et celle de son fils encore bébé. Elle gagna son procès.
Le juriste Taunya Lovell-Banks estime que dans les colonies les premiers cas portant sur des enfants métis d'Africains ethniques et d’Anglais avaient plus à voir avec l’idée de « sujet » qu’avec celles, plus modernes, de race ou de citoyenneté. Les colons anglais étaient considérés comme sujets de la Couronne, mais à cette époque les Africains et les autres, en Angleterre et dans les colonies, étaient considérés comme des étrangers et ne pouvaient bénéficier des droits des sujets. Le fait qu'ils n'étaient pas des chrétiens faisait également que les Africains étaient classés parmi les étrangers. Les colonies n'avaient aucun  processus pour les naturaliser en tant que sujets, et la citoyenneté n’avait pas été entièrement définie. Les tribunaux avaient de la peine à définir le statut des enfants nés de couples où l'un était un sujet anglais et l'autre un étranger.
Les besoins de main d’œuvre conduisirent à importer davantage d’esclaves africains tandis que le nombre d’employés sous contrat diminua à la fin du XVIIe siècle, en raison des circonstances tant en Angleterre que dans les colonies. La doctrine juridique du partus fit partie de la loi coloniale adoptée en 1662 par la Chambre des Bourgeois de Virginie, et par d'autres colonies peu après. Selon elle, « tous les enfants nés dans ce pays ne peuvent être considérés comme esclaves ou comme libres que selon le statut de leur mère ... »